# 勒伊加达勒体育场
勒伊加达勒体育场（冰島語發音：[ˈlœyːɣarˌtalsˌvœtlʏr̥]），是位於冰島雷克雅維克勒伊加达勒的多功能體育場，同時是冰島的國家體育場。目前該體育場是冰島國家足球隊的主場，場內共有9,800個席位，最多可容納15,000人。

## 歷史
在勒伊加达勒建造一座包含一些娛樂設施與運動場地的提議可追溯至1871年，然而，當時冰島首都雷克雅維克的人口僅2,000人左右，加上勒伊加达勒距當時首都圈的住宅區至少3（1.9英里），因此在接下來的60年內，這個提議幾乎沒有再出現過。1943年，市議會決定成立勞加達魯爾委員會，其任務主要為該地區發展提出建議和想法。委員會隨後交付一份報告，其中包括建造一座新足球場和游泳池。
體育場的建造提案後來於1949年開始執行，1952年時已初步完成。1953年起開始建造看臺設施，預計完工後可容納4,000人。勒伊加达勒体育场最後於1959年6月17日正式開幕，但第一場在勒伊加达勒体育场舉行的比賽是在1957年，當時由冰島對挪威。自1965年到1970年間，球場看台重新進行翻修和擴建。新的球場看台下方另開設一座田徑設施，但這些設施直到2007年才全面營運，不過球場周圍的全天候跑道則是一開始就設立，並在1992年時升級。1992年後期，球場周圍加設泛光燈，並在冰島與希臘的比賽中投入使用。
1997年，原先的舊看台對面新建另一座新看台。在新看台建造前一年，體育場的容量為3,500人。與此同時，透過新看台的投入使用，原先舊看台的容納人數也可稍微緩解。
2005年，舊看台開始進行大規模翻新及擴建，在2007年建成後，體育場的容納人數提升至9,800人。比賽時，可另外架設2座臨時看台，每座臨時看台可容納1,500人，可讓體育場容納人數加大至15,000，但在國際足總禁止舉辦國際賽事的足球場架設臨時看台後，這種作法被禁止。自2007年以來，勒伊加达勒体育场沒有過重大改建或擴建。在2004年的冰島對義大利友誼賽中，進場人數達20,204人。2007年的一場音樂會上，進場人數更是達到25,000人。

## 設施
勒伊加达勒体育场包括兩座大看台。西側看台是主要看台，也是較大的看台。體育場內設有有4間主更衣室供比賽選手使用，2間則是供裁判員使用，另外也有供醫生來進行藥物檢驗提等設備。建築內有足球比賽及田徑錦標賽的管理室。

## 未來
自從冰島國家足球隊在2013年打進2014年國際足總世界盃外圍賽歐洲區第二圈賽事時，對於勒伊加达勒体育场進行翻新和擴建的計畫已被提出。冰島國家足球隊後來甚至打到2016年歐洲國家盃半準決賽，這迫使冰島足球迷及冰島足球協會迫切尋求新的體育場，因為自2013年以來幾乎所有官方比賽或是友誼賽的座位票數都已售罄。擴建計畫中有數種版本，但至少有移除跑道並加裝可伸縮上蓋這2個共同點。冰島足球協會表示，它們需要一座擁有可伸縮上蓋的體育場，讓國家擁有第一座多用途體育場體育場能夠增加用途，這也將提高體育場的座位量。歐洲有數座體育場可以為冰島作為借鏡，這些體育場都很大，但在建造成本上也非常昂貴。例如，新的勒伊加达勒体育场預計耗資80億冰島克朗，相當於6200萬歐元。如果建成，這座新的足球場容納人數預計達20,000人以上。
在新的建造案下，原有的跑道將被移除，體育場的底部邊緣將更靠近中間的足球場，球場本身的地面也須將挖深數公尺，才能擴張容納人數。新的體育場尚未決定草皮種類，若是選擇天然草皮，必須加裝加熱器來抵禦冰島的寒冬氣候，以便來符合歐足聯的新需求；這表示一部分在冬季舉行的歐洲國家盃資格賽也可如期舉行。為了加裝可伸縮上蓋，現有的體育場建築將會被拆除，新建築外型為橢圓體，周圍另設有支架支撐可伸縮上蓋的軌道，確保體育場頂蓋能完全打開及關閉。

## 照片集

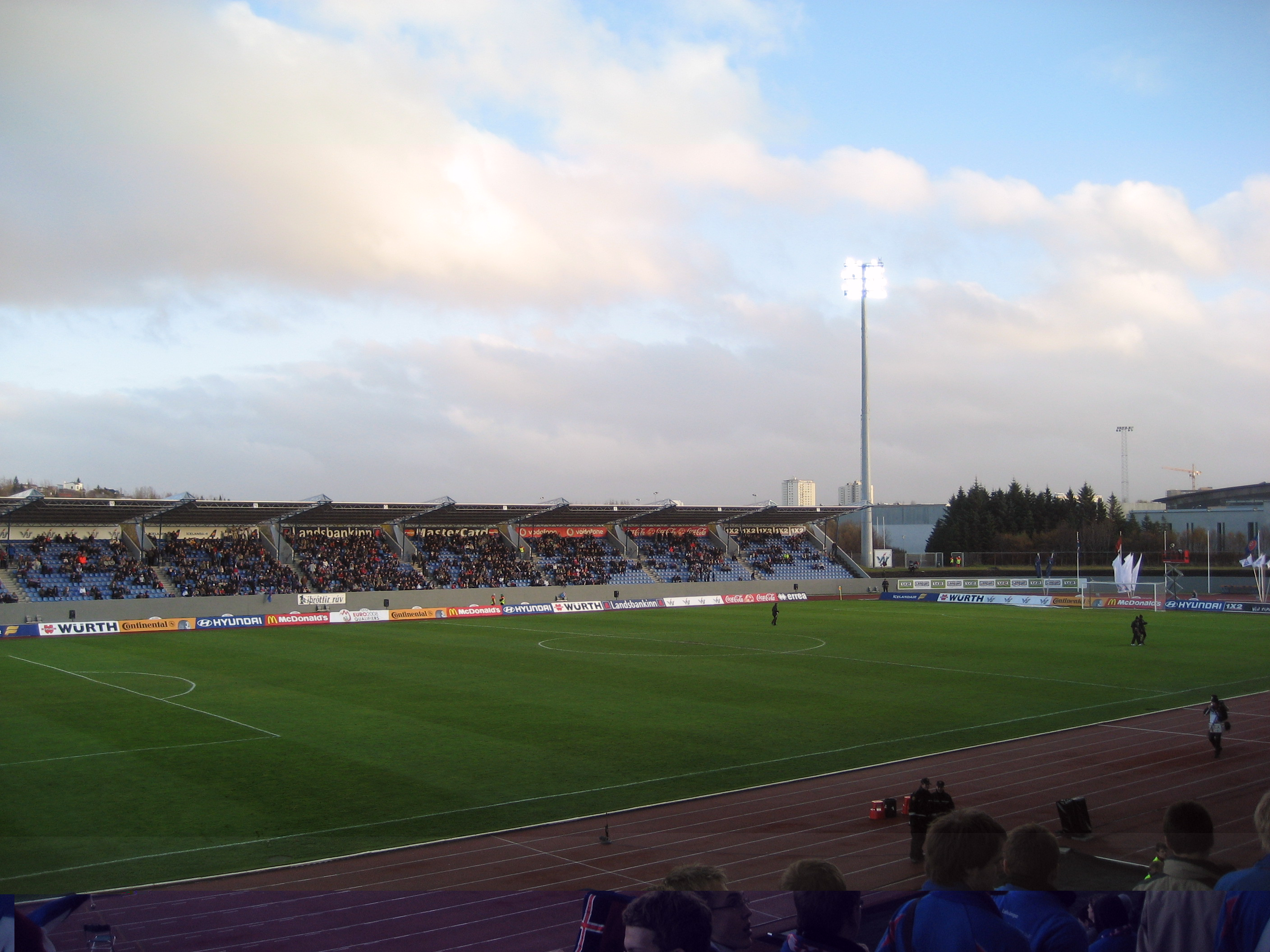
正在舉辦2008年歐洲足球錦標賽外圍賽的勒伊加达勒体育场。
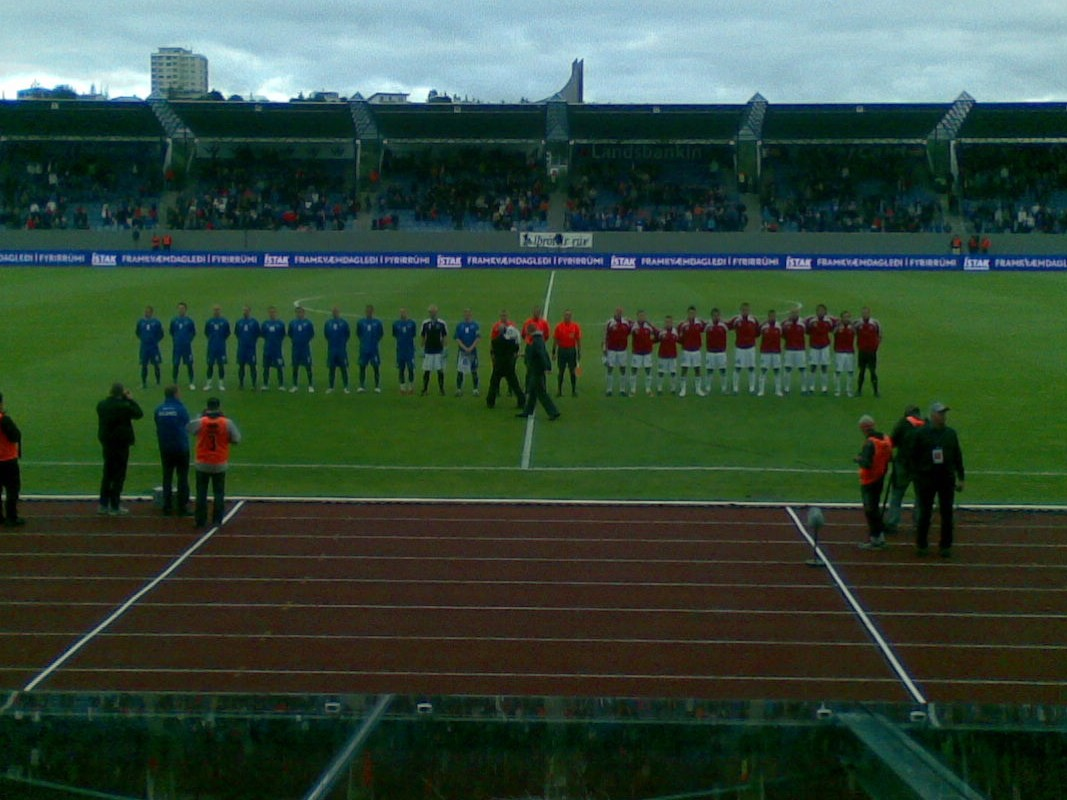
於2009年舉辦冰島對斯洛伐克友誼賽時的勒伊加达勒体育场。
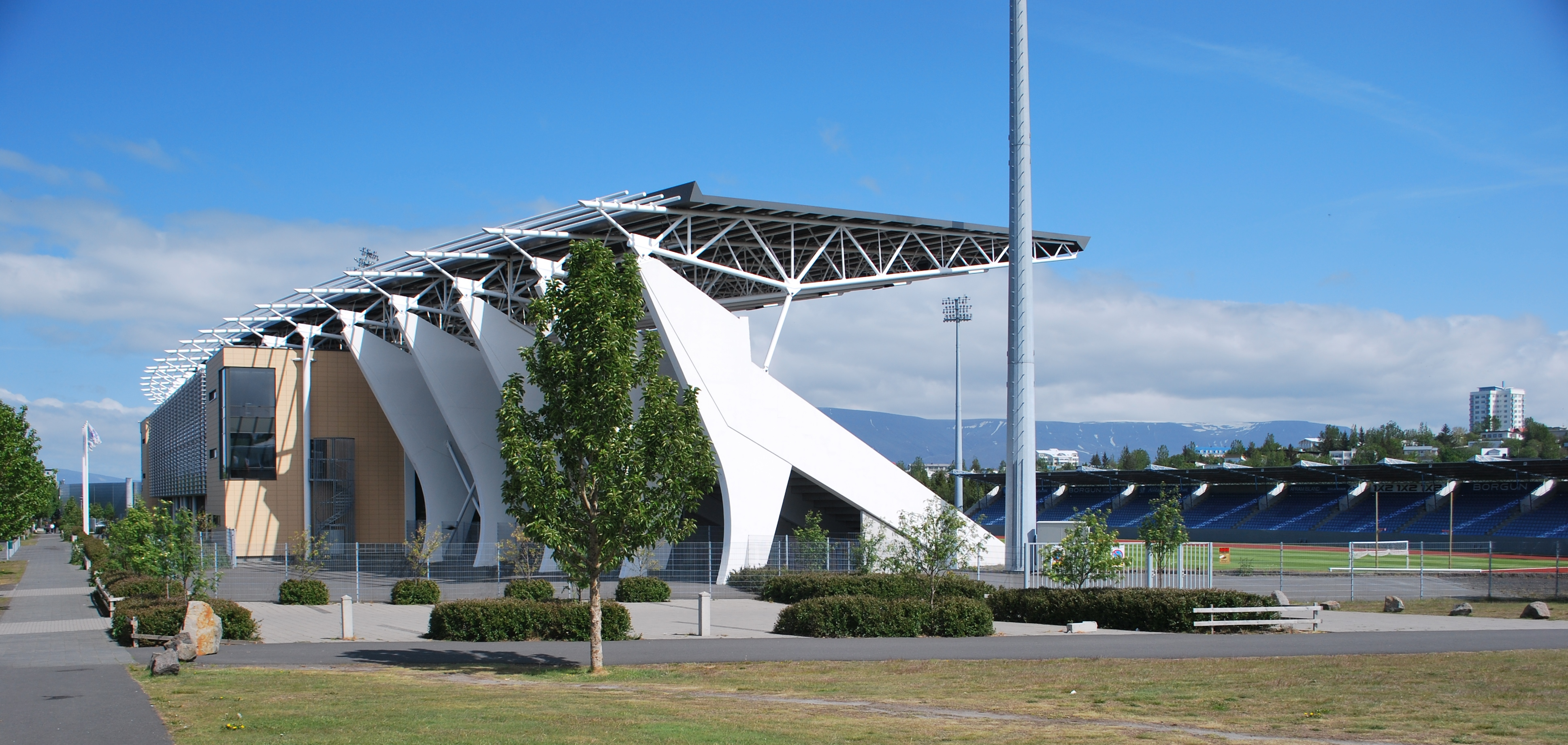
從周邊道路朝體育場內部一景。

## 外部連結
- 体育馆信息 （页面存档备份，存于） （冰岛语）
- 冰岛足球协会网站 （页面存档备份，存于） （冰岛语）